# Camptosema praeandinum
Camptosema praeandinum är en ärtväxtart som beskrevs av Arturo Erhardo Erardo Burkart. Camptosema praeandinum ingår i släktet Camptosema och familjen ärtväxter. Inga underarter finns listade i Catalogue of Life.